# Evelien Eshuis

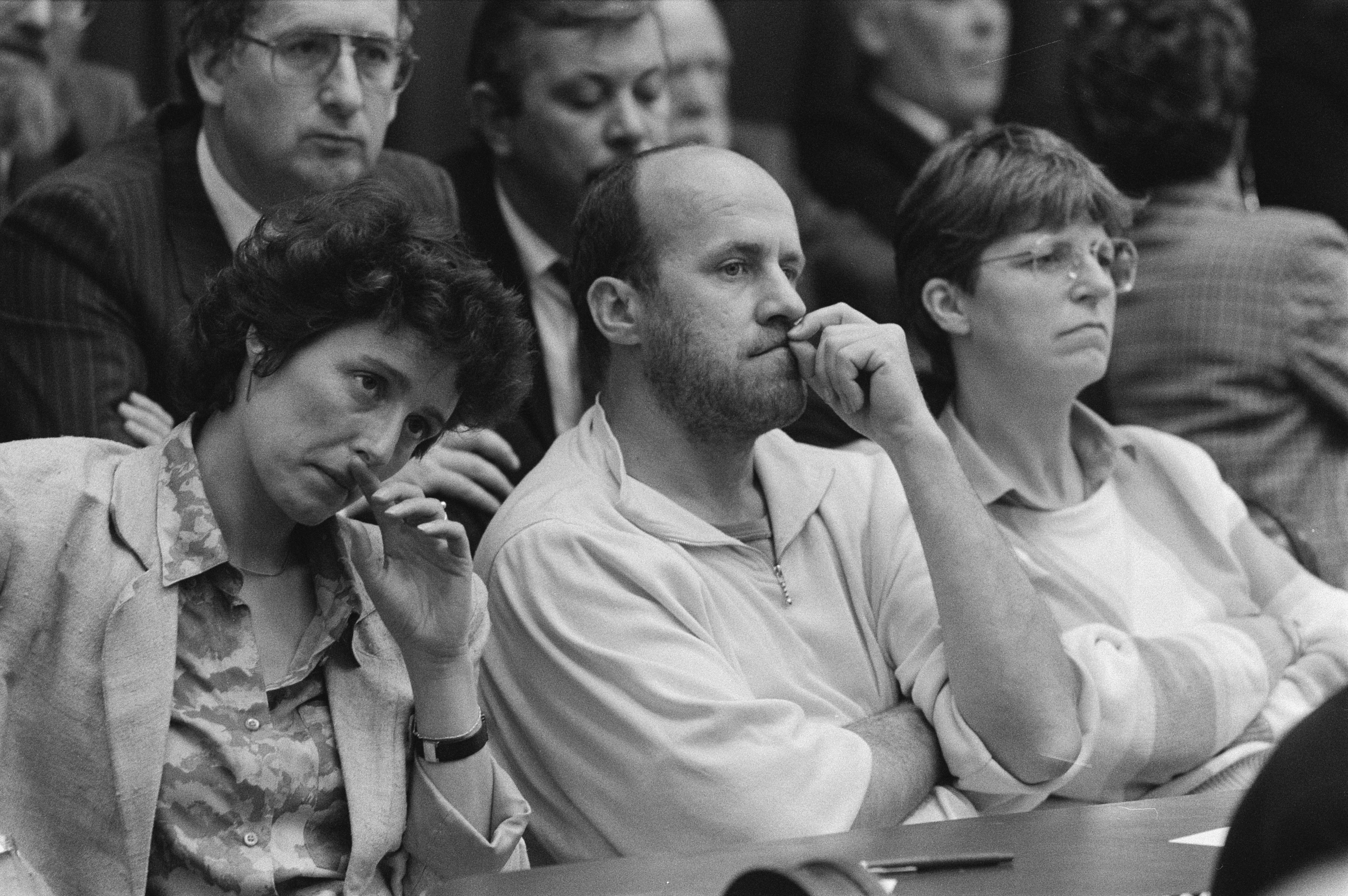
Vertrek uit de Tweede Kamer in 1986; van links naar rechts Ina Brouwer, Marius Ernsting en Evelien Eshuis.

Evelien Eshuis (Amersfoort, 25 november 1942) is een voormalig CPN-politica. Zij was het eerste openlijk lesbische Kamerlid.

## Levensloop
Eshuis groeide op in een middenstandsgezin. Haar vader was docent scheikunde en directeur van een volkshogeschool. Haar moeder was redacteur van De Plattelandsvrouw. Eshuis volgde haar lagere school in het Twentse Elsen om vervolgens naar het Erasmus Lyceum te gaan in Almelo,  waar zij het gymnasium-alfa doorliep. Na het Gymnasium studeerde zij andragologie aan de Universiteit van Amsterdam (tussen 1962 en 1973). Daarop volgde een cursus opbouwwerk.
Eshuis werkte als lerares op de sociale academie te Amsterdam (tussen 1972 en 1975), vervolgens als buurtopbouwwerkster in Alkmaar (1975-1978) en later als coördinator van een buurthuis in Amsterdam (1978-1982).
Tussen 1982 en 1986 was zij lid van de Tweede Kamer voor de CPN. Eshuis was vertegenwoordigster van de feministische vleugel van de partij. Zij was woordvoerder op het gebied van Economische Zaken, financiën, milieu en emancipatie. Direct na haar aantreden als Kamerlid in 1982 droeg zij een roze driehoek op haar kledij als teken van haar openlijk lesbisch zijn. Tijdens haar Kamerlidmaatschap was zij lid van het partijbestuur van de CPN. Zij nam het initiatief voor de Parlementaire enquête naar de RSV-werf en werd lid van de enquêtecommissie.
Na haar Kamerlidmaatschap was zij secretaris van de stadsdeelraad in De Pijp. Ook was zij actief in de homo- en vrouwenbeweging: als lid van het bestuur van de Schorerstichting, het bestuur van de Gay and Lesbian Filmfestival en het bestuur van het maandblad Opzij.
- Parlement.com: vg09llnbt3zw